# بخش نیکلایفسکی، استان اولیانوفسک
بخش نیکلایفسکی (به لاتین: Nikolayevsky District) یک منطقهٔ مسکونی در روسیه است که در استان اولیانوفسک واقع شده‌است.